# Greg Jones (Skirennläufer)
Gregory („Greg“) Francis Jones (* 3. Dezember 1953 in Tahoe City, Kalifornien) ist ein ehemaliger US-amerikanischer Skirennläufer. Er war auf die Disziplinen Riesenslalom und Abfahrt spezialisiert.

## Biografie
1973 wurde Jones in die Skimannschaft der National Collegiate Athletic Association aufgenommen, ab 1974 beteiligte er sich an Weltcuprennen. Die ersten Weltcuppunkte holte er am 18. Dezember 1974 bei den 3-Tre-Rennen in Madonna di Campiglio, als er im Riesenslalom hinter dem Italiener Piero Gros überraschend den zweiten Platz belegte. Sein zweitbestes Ergebnis in der Saison 1974/75 war ein vierter Platz.
Jones’ erfolgreichste Saison war jene im Winter 1975/76. Dreimal konnte er sich unter den besten fünf klassieren, wobei er am 5. März 1976 den Riesenslalom in Copper Mountain gewann. Bei den Olympischen Winterspielen 1976 in Innsbruck wurde Jones Neunter im Riesenslalom, Elfter in der Abfahrt und 19. im Slalom. Zusammengerechnet ergab dies den dritten Platz in der Kombinationswertung. Da diese jedoch nicht zum offiziellen olympischen Programm gehörte, erhielt er eine bronzene Weltmeisterschaftsmedaille. In derselben Saison errang er zudem den US-amerikanischen Abfahrtsmeistertitel.
Im Winter 1976/77 konnte Jones nicht mehr dieses hohe Niveau halten. Seine einzige Top-10-Klassierung war der 9. Platz in der Hahnenkamm-Kombination in Kitzbühel. Ende der Saison trat er vom Spitzensport zurück.

## Erfolge

### Olympische Spiele
- Innsbruck 1976: 9. Riesenslalom, 11. Abfahrt, 19. Slalom

### Weltmeisterschaften
- St. Moritz 1974: 16. Abfahrt, 17. Riesenslalom
- Innsbruck 1976: 3. Kombination

### Weltcup
- Saison 1974/75: 6. Riesenslalomwertung
- Saison 1975/76: 8. Riesenslalomwertung
- 8 Platzierungen unter den besten zehn
- 2 Podestplätze, davon 1 Sieg:

| Datum        | Ort             | Land | Disziplin    |
| ------------ | --------------- | ---- | ------------ |
| 5. März 1976 | Copper Mountain | USA  | Riesenslalom |

### Sonstiges
- US-amerikanischer Abfahrtsmeister 1976